# 제리 슬론

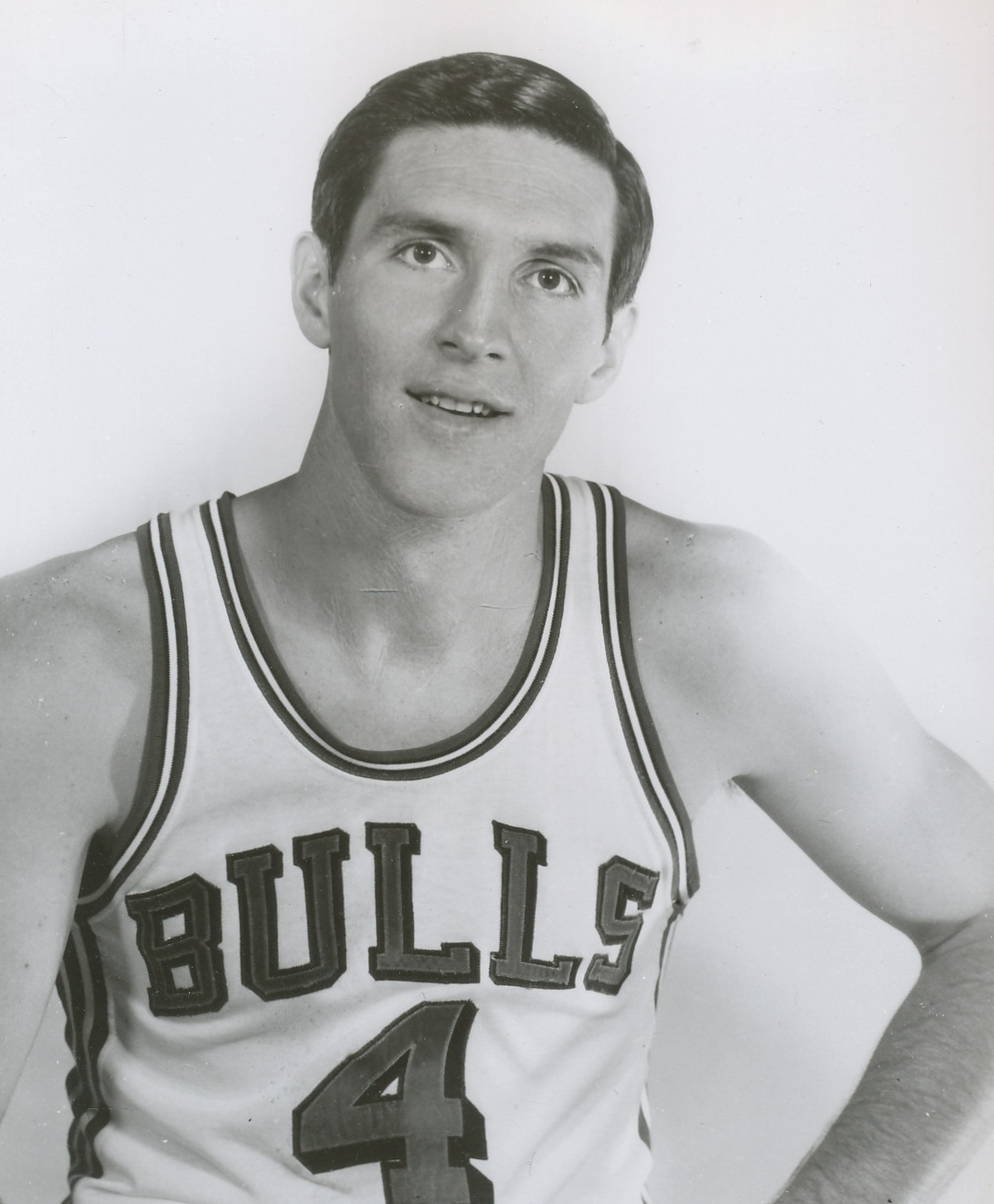
제리 슬로언 선수 시절

제리 슬론(Jerry Sloan, 1942년 3월 28일 ~ 2020년 5월 22일)는 미국의 농구 선수이자 감독이다.

## 생애
1942년에 미국 일리노이주 맥린스보르에서 시골 동네에서 10남매 중 막내로 태어났고, 1965년 농구 선수를 입단하여, 1976년 선수 생활을 공식 은퇴하였다, 1978년부터 1982년까지이며, 1985년부터 2011년까지 NBA 최장수 지도자 기록을 세웠다.
2020년 5월 22일 파킨슨병과 치매 투병 끝에 사망하였다.

## 선수 경력
- 1965년 ~ 1966년 : 볼티모어 불리츠
- 1966년 ~ 1976년 : 시카고 불스

## 지도자 경력
- 1978년 ~ 1979년 : 시카고 불스 (코치)
- 1979년 ~ 1982년 : 시카고 불스 (감독)
- 1985년 ~ 1988년 : 유타 재즈 (코치)
- 1988년 ~ 2011년 : 유타 재즈 (감독)